# 栗原宏武
栗原 宏武（くりはら ひろむ、1939年9月20日 - ）は、日本の裁判官。大阪高等裁判所部総括判事や、大阪家庭裁判所所長、大阪府公安委員会委員長等を経て、関西大学名誉教授、学校法人関西大学顧問。

## 人物・経歴
関西大学法学部卒業。関西大学大学院法学研究科修士課程修了。大阪地方裁判所部総括判事等を経て、1998年奈良地方裁判所長。2000年大阪高等裁判所部総括判事。2001年大阪家庭裁判所長。2004年関西大学法科大学院教授。2006年大阪府公安委員会委員長。2010年関西大学名誉教授。2012年関西大学評議員会議長。2016年学校法人関西大学顧問。

## 著書
- 三井誠, 中森喜彦, 吉岡一男, 井上正仁, 堀江慎司編『鈴木茂嗣先生古稀祝賀論文集』成文堂 2007年